# Ліга чемпіонів УЄФА 2021—2022
Ліга чемпіонів УЄФА 2021—2022 — 67-й сезон найпрестижнішого клубного турніру під егідою УЄФА та 30-й з моменту перейменування Кубку європейських чемпіонів на Лігу чемпіонів УЄФА.
Фінал відбувся 28 травня 2022 на стадіоні «Стад-де-Франс» в передмісті Парижу, Сен-Дені (Франція). Фінал 2022 року планувала прийняти «Альянц Арена» у Мюнхені (Німеччина), але через зміну місця проведення фіналу 2020 року, кожен з попередньо запланованих господарів фіналів приймають натомість фінал наступного сезону. Тому господарем фіналу 2022 року було спочатку обрано «Газпром-Арену» (замість фіналу 2021 року), а фіналу 2023 — «Альянц Арену» (замість фіналу 2022 року). Проте, 25 лютого 2022 року через російське вторгнення в Україну УЄФА ухвалила рішення про перенесення фінального матчу з  «Газпром-Арени» на «Стад-де-Франс». Переможець Ліги чемпіонів УЄФА 2021—22 автоматично потрапляє до групового етапу Ліги чемпіонів 2022—23, а також зіграє з переможцем Ліги Європи УЄФА 2021—22 за Суперкубок УЄФА 2022.
Цей сезон став першим після сезону 1998—99 (останній сезон, коли було проведено Кубок володарів кубків УЄФА), в якому УЄФА організовують одразу три великих клубних змагання — Ліга чемпіонів УЄФА, Ліга Європи УЄФА та новоутворена Ліга конференцій УЄФА. Попри це, формат Ліги чемпіонів залишився незмінним, але клуби, які вибувають у попередньому кваліфікаційному раунді та першому кваліфікаційному раунді відтепер переходять до Ліги конференцій, замість Ліги Європи.

## Розподіл асоціацій
У Лізі чемпіонів УЄФА 2021—22 беруть участь 80 команд з 54 асоціацій‑членів УЄФА (за виключенням Ліхтенштейну, які не проводять національний чемпіонат). Для визначення кількості команд‑учасників від кожної з асоціацій використовується рейтинг асоціацій УЄФА:
- Асоціації 1–4 мають по чотири команди.
- Асоціації 5–6 мають по три команди.
- Асоціації 7–15 мають по дві команди.
- Асоціації 16–55 (окрім Ліхтенштейну) мають по одній команді.
- Окрім того, переможець Ліги чемпіонів УЄФА 2020—21 та Ліги Європи УЄФА 2020—21 отримують по путівці кожен, якщо не кваліфікуються до Ліги чемпіонів 2021—22 шляхом через національний чемпіонат.

### Рейтинг асоціацій
Для Ліги чемпіонів УЄФА 2021—22, використовуються місця асоціацій у рейтинг асоціацій УЄФА 2020, який враховує результати країн у європейських клубних змаганнях з сезону 2015—16 по 2019—20.
Команди, які потрапили до Ліги чемпіонів іншим шляхом, відмічені наступним чином:
- (ЛЧ) – Додаткова путівка для переможця попередньої Ліги чемпіонів УЄФА
- (ЛЄ) – Додаткова путівка для переможця попередньої Ліги Європи УЄФА

| №  | Асоціація  | Коеф.   | Команди | Примітки |
| -- | ---------- | ------- | ------- | -------- |
| 1  | Іспанія    | 102.283 | 4       | +1 (ЛЄ)  |
| 2  | Англія     | 90.462  | 4       |          |
| 3  | Німеччина  | 74.784  | 4       |          |
| 4  | Італія     | 70.653  | 4       |          |
| 5  | Франція    | 59.248  | 3       |          |
| 6  | Португалія | 49.449  | 3       |          |
| 7  | Росія      | 45.549  | 2       |          |
| 8  | Бельгія    | 37.900  | 2       |          |
| 9  | Україна    | 36.100  | 2       |          |
| 10 | Нідерланди | 35.750  | 2       |          |
| 11 | Туреччина  | 33.600  | 2       |          |
| 12 | Австрія    | 32.925  | 2       |          |
| 13 | Данія      | 29.250  | 2       |          |
| 14 | Шотландія  | 27.875  | 2       |          |
| 15 | Чехія      | 27.300  | 2       |          |
| 16 | Кіпр       | 26.750  | 1       |          |
| 17 | Швейцарія  | 26.400  | 1       |          |
| 18 | Греція     | 26.300  | 1       |          |
| 19 | Сербія     | 25.500  | 1       |          |

| №  | Асоціація   | Коеф.  | Команди | Примітки |
| -- | ----------- | ------ | ------- | -------- |
| 20 | Хорватія    | 24.875 | 1       |          |
| 21 | Швеція      | 22.750 | 1       |          |
| 22 | Норвегія    | 21.750 | 1       |          |
| 23 | Ізраїль     | 19.625 | 1       |          |
| 24 | Казахстан   | 19.250 | 1       |          |
| 25 | Білорусь    | 18.875 | 1       |          |
| 26 | Азербайджан | 18.750 | 1       |          |
| 27 | Болгарія    | 17.375 | 1       |          |
| 28 | Румунія     | 16.700 | 1       |          |
| 29 | Польща      | 16.625 | 1       |          |
| 30 | Словаччина  | 15.875 | 1       |          |
| 31 | Ліхтенштейн | 13.500 | 0       |          |
| 32 | Словенія    | 13.000 | 1       |          |
| 33 | Угорщина    | 12.875 | 1       |          |
| 34 | Люксембург  | 8.000  | 1       |          |
| 35 | Литва       | 7.875  | 1       |          |
| 36 | Вірменія    | 7.625  | 1       |          |
| 37 | Латвія      | 7.625  | 1       |          |

| №  | Асоціація            | Коеф. | Команди | Примітки |
| -- | -------------------- | ----- | ------- | -------- |
| 38 | Албанія              | 7.375 | 1       |          |
| 39 | Македонія            | 7.375 | 1       |          |
| 40 | Боснія і Герцеговина | 6.875 | 1       |          |
| 41 | Молдова              | 6.750 | 1       |          |
| 42 | Ірландія             | 6.700 | 1       |          |
| 43 | Фінляндія            | 6.500 | 1       |          |
| 44 | Грузія               | 5.750 | 1       |          |
| 45 | Мальта               | 5.750 | 1       |          |
| 46 | Ісландія             | 5.375 | 1       |          |
| 47 | Уельс                | 5.000 | 1       |          |
| 48 | Північна Ірландія    | 4.875 | 1       |          |
| 49 | Гібралтар            | 4.750 | 1       |          |
| 50 | Чорногорія           | 4.375 | 1       |          |
| 51 | Естонія              | 4.375 | 1       |          |
| 52 | Косово               | 4.000 | 1       |          |
| 53 | Фарерські острови    | 3.750 | 1       |          |
| 54 | Андорра              | 2.831 | 1       |          |
| 55 | Сан-Марино           | 0.666 | 1       |          |

### Розподіл за раундами
Наведена нижче таблиця показує список квот для цього сезону. Оскільки переможці попереднього розіграшу Ліги чемпіонів — Челсі — потрапили до Ліги чемпіонів через виступ у національному чемпіонаті (як 4-е місце Англійської Прем'єр Ліги 2020—21), до списку квот було внесено наступні зміни:
- Чемпіон з асоціації 11 (Туреччина) починають з групового етапу, замість раунду плей-оф.
- Чемпіон з асоціації 13 (Данія) починають з раунду плей-оф, замість третього кваліфікаційного раунду.
- Чемпіон з асоціації 15 (Чехія) починають з третього кваліфікаційного раунду, замість другого кваліфікаційного раунду.
- Чемпіони з асоціацій 18 (Греція) та 19 (Сербія) починають з другого кваліфікаційного раунду, замість першого кваліфікаційного раунду.

|                                           |                                           | Команди, що починають з цього раунду | Команди, що проходять з попереднього раунду                                                                             |
| ----------------------------------------- | ----------------------------------------- | --- | --- |
| Попередній раунд (4 команди)              | Попередній раунд (4 команди)              | - 4 чемпіони з асоціацій 52–55 | |
| Перший кваліфікаційний раунд (32 команди) | Перший кваліфікаційний раунд (32 команди) | - 31 чемпіон з асоціацій 20–51 (окрім Ліхтенштейну) | - 1 переможець попереднього раунду                                                                                      |
| Другий кваліфікаційний раунд (26 команд)  | Шлях чемпіонів (20 команд)                | - 4 чемпіони з асоціацій 16–19 | - 16 переможців першого кваліфікаційного раунду                                                                         |
| Другий кваліфікаційний раунд (26 команд)  | Шлях нечемпіонів (6 команд)               | - 6 клубів, що зайняли другі місця в чемпіонатах асоціацій 10–15 | |
| Третій кваліфікаційний раунд (20 команд)  | Шлях чемпіонів (12 команд)                | - 2 чемпіони з асоціацій 14–15 | - 10 переможців другого кваліфікаційного раунду (шлях чемпіонів)                                                        |
| Третій кваліфікаційний раунд (20 команд)  | Шлях нечемпіонів (8 команд)               | - 3 клуби, що зайняли другі місця в чемпіонатах асоціацій 7–9 - 2 клуби, що зайняли треті місця в чемпіонатах асоціацій 5–6 | - 3 переможця другого кваліфікаційного раунду (шлях нечемпіонів)                                                        |
| Раунд плей-оф (12 команд)                 | Шлях чемпіонів (8 команд)                 | - 2 чемпіони з асоціацій 12–13 | - 6 переможців третього кваліфікаційного раунду (шлях чемпіонів)                                                        |
| Раунд плей-оф (12 команд)                 | Шлях нечемпіонів (4 команди)              | | - 4 переможця третього кваліфікаційного раунду (шлях нечемпіонів)                                                       |
| Груповий етап (32 команди)                | Груповий етап (32 команди)                | - Переможець попереднього сезону Ліги Європи - 11 чемпіонів з асоціацій 1–11 - 6 клубів, що зайняли другі місця в чемпіонатах асоціацій 1–6 - 4 клуби, що зайняли треті місця в чемпіонатах асоціацій 1–4 - 4 клуби, що зайняли четверті місця в чемпіонатах асоціацій 1–4 | - 4 переможця раунду плей-оф (шлях чемпіонів) - 2 переможця раунду плей-оф (шлях нечемпіонів)                           |
| Плей-оф (16 команд)                       | Плей-оф (16 команд)                       | | - 8 клубів, які посіли перші місця у групах групового етапу - 8 клубів, які посіли другі місця у групах групового етапу |

### Команди
Примітки в дужках пояснюють, як команда потрапила в свій початковий етап:
- ЛЧ: переможець попереднього розіграшу Ліги чемпіонів УЄФА
- ЛЄ: переможець попереднього розіграшу Ліги Європи УЄФА
- 1-е, 2-е, 3-є, тощо: місце в попередньому сезоні національного чемпіонату
- Нез.: місце в попередньому сезоні національного чемпіонату, який не було завершено через пандемію COVID-19 та визначається асоціацією; вибір команд має затвердити УЄФА, відповідно до вказівок УЄФА щодо потрапляння до єврокубків у такому випадку.[4]

Другий, третій кваліфікаційні раунди та раунд плей-оф розділяється на шлях чемпіонів (ШЧ) та шлях нечемпіонів (ШН).
| Груповий етап                | Груповий етап                | Челсі (4-е) ЛЧ                  | Вільярреал (7-е) ЛЄ        | Атлетіко (1-е)            | Реал Мадрид (2-е)         |  |  |
| Груповий етап                | Груповий етап                | Барселона (3-є)                 | Севілья (4-е)              | Манчестер Сіті (1-е)      | Манчестер Юнайтед (2-е)   |  |  |
| Груповий етап                | Груповий етап                | Ліверпуль (3-є)                 | Баварія (1-е)              | РБ Лейпциг (2-е)          | Боруссія (Дортмунд) (3-є) |  |  |
| Груповий етап                | Груповий етап                | Вольфсбург (4-е)                | Інтер (1-е)                | Мілан (2-е)               | Аталанта (3-є)            |  |  |
| Груповий етап                | Груповий етап                | Ювентус (4-е)                   | Лілль (1-е)                | Парі Сен-Жермен (2-е)     | Спортінг (Лісабон) (1-е)  |  |  |
| Груповий етап                | Груповий етап                | Порту (2-е)                     | Зеніт (1-е)                | Брюгге (1-е)              | Динамо (1-е)              |  |  |
| Груповий етап                | Груповий етап                | Аякс (1-е)                      | Бешикташ (1-е)             |                           |                           |  |  |
| Груповий етап                | Груповий етап                |                                 |                            |                           |                           |  |  |
| Раунд плей-оф                | ШЧ                           | Ред Булл (1-е)                  | Брондбю (1-е)              |                           |                           |  |  |
|                              |                              |                                 |                            |                           |                           |  |  |
| Третій кваліфікаційний раунд | ШЧ                           | Рейнджерс (1-е)                 | Славія (1-е)               |                           |                           |  |  |
| Третій кваліфікаційний раунд | ШН                           | Монако (3-є)                    | Бенфіка (3-є)              | Спартак (Москва) (2-е)    | Генк (2-е)                |  |  |
| Третій кваліфікаційний раунд | ШН                           | Шахтар (2-е)                    |                            |                           |                           |  |  |
|                              |                              |                                 |                            |                           |                           |  |  |
| Другий кваліфікаційний раунд | ШЧ                           | Омонія (1-е)                    | Янг Бойз (1-е)             | Олімпіакос (1-е)          | Црвена Звезда (1-е)       |  |  |
| Другий кваліфікаційний раунд | ШН                           | ПСВ (2-е)                       | Галатасарай (2-е)          | Рапід (2-е)               | Мідтьюлланн (2-е)         |  |  |
| Другий кваліфікаційний раунд | ШН                           | Селтік (2-е)                    | Спарта (2-е)               |                           |                           |  |  |
|                              |                              |                                 |                            |                           |                           |  |  |
| Перший кваліфікаційний раунд | Перший кваліфікаційний раунд | Динамо (1-е)                    | Мальме (1-е)               | Буде-Глімт (1-е)          | Маккабі (Хайфа) (1-е)     |  |  |
| Перший кваліфікаційний раунд | Перший кваліфікаційний раунд | Кайрат (1-е)                    | Шахтар (1-е)               | Нефтчі (1-е)              | Лудогорець (1-е)          |  |  |
| Перший кваліфікаційний раунд | Перший кваліфікаційний раунд | Клуж (1-е)                      | Легія (1-е)                | Слован (Братислава) (1-е) | Мура (1-е)                |  |  |
| Перший кваліфікаційний раунд | Перший кваліфікаційний раунд | Ференцварош (1-е)               | Фола (1-е)                 | Жальгіріс (1-е)           | Алашкерт (1-е)            |  |  |
| Перший кваліфікаційний раунд | Перший кваліфікаційний раунд | Рига (1-е)                      | Теута (1-е)                | Шкендія (1-е)             | Борац (1-е)               |  |  |
| Перший кваліфікаційний раунд | Перший кваліфікаційний раунд | Шериф (1-е)                     | Шемрок Роверс (1-е)        | ГІК (1-е)[Прим FIN]       | Динамо (Тбілісі) (1-е)    |  |  |
| Перший кваліфікаційний раунд | Перший кваліфікаційний раунд | Гіберніанс (Нез. 2-е)[Прим MLT] | Валюр (Нез. 1-е)[Прим ISL] | Коннас-Кі Номадс (1-е)    | Лінфілд (1-е)             |  |  |
| Перший кваліфікаційний раунд | Перший кваліфікаційний раунд | Лінкольн Ред Імпс (1-е)         | Будучност (1-е)            | Флора (1-е)[Прим EST]     |                           |  |  |
| Попередній раунд             | Попередній раунд             | Приштина (1-е)                  | ГБ Торсгавн (1-е)          | Інтер (1-е)               | Фольгоре (1-е)            |  |  |

Примітки
1. ^ Естонія (EST): Через пандемію COVID-19 Мейстріліга 2020 завершилася у скороченому форматі.
2. ^ Ісландія (ISL): Урвалсдейлд 2020 було скасовано через пандемію COVID-19. Футбольна асоціація Ісландії обрала перше місце за середньою кількістю очок на момент скасування чемпіонату (Валюр) для участі у першому кваліфікаційному раунді Ліги чемпіонів 2021—22.[5]
3. ^ Мальта (MLT): Чемпіонат Мальти з футболу 2020—2021 було скасовано через пандемію COVID-19. Футбольна асоціація Мальти обрала перше місце за середньою кількістю очок на момент скасування чемпіонату (Хамрун Спартанс) для участі у першому кваліфікаційному раунді Ліги чемпіонів 2021—22. Проте пізніше Хамрун Спартанс були дискваліфіковані через договірні матчі, а їх місце зайняла команда, що посіла 2-е місце (Гіберніанс).[6][7][8]
4. ^ Фінляндія (FIN): Через пандемію COVID-19 Вейккаусліга 2020 завершилася у скороченому форматі.

## Розклад матчів і жеребкувань
Розклад змагання наведено у таблиці нижче. Матчі заплановані на вівторки та середи, окрім фінального матчу Попереднього кваліфікаційного раунду (п'ятниця) та фіналу (субота). Матчі-відповіді Третього кваліфікаційного раунду плануються тільки на вівторок, оскільки на середу (наступний день) заплановано Суперкубок УЄФА 2021.  Початок матчів заплановано на 19:45 за київським часом (на відміну від 19:55 у попередньому сезоні) та 22:00 (18:45 та 21:00 CET/CEST відповідно).
| Етап          | Раунд                        | Дата жеребкування | Перші матчі                                 | Матчі-відповіді                             |
| ------------- | ---------------------------- | ----------------- | ------------------------------------------- | ------------------------------------------- |
| Кваліфікація  | Попередній раунд             | 8 червня 2021     | 22 червня 2021 (півфінальні матчі)          | 25 червня 2021 (фінальний матч)             |
| Кваліфікація  | Перший кваліфікаційний раунд | 15 червня 2021    | 6-7 липня 2021                              | 13-14 липня 2021                            |
| Кваліфікація  | Другий кваліфікаційний раунд | 16 червня 2021    | 20-21 липня 2021                            | 27-28 липня 2021                            |
| Кваліфікація  | Третій кваліфікаційний раунд | 19 липня 2021     | 3-4 серпня 2021                             | 10 серпня 2021                              |
| Кваліфікація  | Раунд плей-оф                | 2 серпня 2021     | 17-18 серпня 2021                           | 24-25 серпня 2021                           |
| Груповий етап | Тур 1                        | 26 серпня 2021    | 14-15 вересня 2021                          | 14-15 вересня 2021                          |
| Груповий етап | Тур 2                        | 26 серпня 2021    | 28-29 вересня 2021                          | 28-29 вересня 2021                          |
| Груповий етап | Тур 3                        | 26 серпня 2021    | 19-20 жовтня 2021                           | 19-20 жовтня 2021                           |
| Груповий етап | Тур 4                        | 26 серпня 2021    | 2-3 листопада 2021                          | 2-3 листопада 2021                          |
| Груповий етап | Тур 5                        | 26 серпня 2021    | 23-24 листопада 2021                        | 23-24 листопада 2021                        |
| Груповий етап | Тур 6                        | 26 серпня 2021    | 7-8 грудня 2021                             | 7-8 грудня 2021                             |
| Плей-оф       | 1/8 фіналу                   | 13 грудня 2021    | 15-16 та 22-23 лютого 2022                  | 8-9 та 15-16 березня 2022                   |
| Плей-оф       | 1/4 фіналу                   | 18 березня 2022   | 5-6 квітня 2022                             | 12-13 квітня 2022                           |
| Плей-оф       | 1/2 фіналу                   | 18 березня 2022   | 26-27 квітня 2022                           | 3-4 травня 2022                             |
| Плей-оф       | Фінал                        | 18 березня 2022   | 28 травня 2022 на «Стад-де-Франс», Сен-Дені | 28 травня 2022 на «Стад-де-Франс», Сен-Дені |

## Кваліфікація
У кваліфікаційних і плей-оф раундах команди розподіляються на сіяні та несіяні відповідно до їхніх клубних коефіцієнтів — 2021, за якими проводиться жеребкування, що розподіляє пари у двоматчевому протистоянні (крім попереднього раунду).

### Попередній раунд
Попередній раунд складається з одноматчевих півфіналів та фіналу. Усі три матчі мали відбутися на Фарерських островах, проте через карантинні обмеження місце проведення було змінено на Албанію. Жеребкування відбулося 8 червня 2021 року. Півфінальні матчі відбулися 22 червня 2021 року, а фінал — 25 червня 2021 року.
Півфінальні матчі відбулися 22 червня, а фінал — 25 червня 2021 року.
| Команда 1   | Рахунок | Команда 2 |
| ----------- | ------- | --------- |
| Фольгоре    | 0:2     | Приштина  |
| ГБ Торсгавн | 0:1     | Інтер     |

| Команда 1 | Рахунок | Команда 2 |
| --------- | ------- | --------- |
| Приштина  | 2:0     | Інтер     |

### Перший кваліфікаційний раунд
Жеребкування відбулося 15 червня 2021 року. Перші матчі відбулися 6-7 липня 2021 року, матчі-відповіді — 13-14 липня 2021 року.
| Команда 1           | Заг. | Команда 2         | 1-й матч | 2-й матч |
| ------------------- | ---- | ----------------- | -------- | -------- |
| Фола                | 2:7  | Лінкольн Ред Імпс | 2:2      | 0:5      |
| Слован (Братислава) | 3:2  | Шемрок Роверс     | 2:0      | 1:2      |
| Мальме              | 2:1  | Рига              | 1:0      | 1:1      |
| Буде-Глімт          | 2:5  | Легія             | 2:3      | 0:2      |
| Коннас-Кі Номадс    | 2:3  | Алашкерт          | 2:2      | 0:1 (дч) |
| ГІК                 | 7:1  | Будучност         | 3:1      | 4:0      |
| Клуж                | 4:3  | Борац             | 3:1      | 1:2 (дч) |
| Шкендія             | 0:6  | Мура              | 0:1      | 0:5      |
| Теута               | 0:5  | Шериф             | 0:4      | 0:1      |
| Динамо (Тбілісі)    | 2:4  | Нефтчі            | 1:2      | 1:2      |
| Маккабі (Хайфа)     | 1:3  | Кайрат            | 1:1      | 0:2      |
| Лудогорець          | 2:0  | Шахтар            | 1:0      | 1:0      |
| Ференцварош         | 6:1  | Приштина          | 3:0      | 3:1      |
| Жальгіріс           | 5:2  | Лінфілд           | 3:1      | 2:1      |
| Флора               | 5:0  | Гіберніанс        | 2:0      | 3:0      |
| Динамо              | 5:2  | Валюр             | 3:2      | 2:0      |

### Другий кваліфікаційний раунд
Жеребкування відбулося 16 червня 2021 року. Перші матчі відбулися 20-21 липня 2021 року, матчі-відповіді — 27-28 липня 2021 року.
| Команда 1           | Заг. | Команда 2     | 1-й матч | 2-й матч |
| ------------------- | ---- | ------------- | -------- | -------- |
| Динамо              | 3:0  | Омонія        | 2:0      | 1:0      |
| Слован (Братислава) | 2:3  | Янг Бойз      | 0:0      | 2:3      |
| Легія               | 3:1  | Флора         | 2:1      | 1:0      |
| Алашкерт            | 1:4  | Шериф         | 0:1      | 1:3      |
| Олімпіакос          | 2:0  | Нефтчі        | 1:0      | 1:0      |
| Кайрат              | 2:6  | Црвена Звезда | 2:1      | 0:5      |
| Лінкольн Ред Імпс   | 1:4  | Клуж          | 1:2      | 0:2      |
| Мальме              | 4:3  | ГІК           | 2:1      | 2:2      |
| Ференцварош         | 5:1  | Жальгіріс     | 2:0      | 3:1      |
| Мура                | 1:3  | Лудогорець    | 0:0      | 1:3      |

| Команда 1 | Заг. | Команда 2   | 1-й матч | 2-й матч |
| --------- | ---- | ----------- | -------- | -------- |
| Рапід     | 2:3  | Спарта      | 2:1      | 0:2      |
| Селтік    | 2:3  | Мідтьюлланн | 1:1      | 1:2 (дч) |
| ПСВ       | 7:2  | Галатасарай | 5:1      | 2:1      |

### Третій кваліфікаційний раунд
Жеребкування відбулося 19 липня 2021 року. Перші матчі відбулися 3-4 серпня 2021 року, матчі-відповіді — 10 серпня 2021 року.
| Команда 1     | Заг.           | Команда 2  | 1-й матч | 2-й матч |
| ------------- | -------------- | ---------- | -------- | -------- |
| Динамо        | 2:1            | Легія      | 1:1      | 1:0      |
| Клуж          | 2:4            | Янг Бойз   | 1:1      | 1:3      |
| Олімпіакос    | 3:3 (пен. 1:4) | Лудогорець | 1:1      | 2:2      |
| Црвена Звезда | 1:2            | Шериф      | 1:1      | 0:1      |
| Мальме        | 4:2            | Рейнджерс  | 2:1      | 2:1      |
| Ференцварош   | 2:1            | Славія     | 2:0      | 0:1      |

| Команда 1        | Заг. | Команда 2   | 1-й матч | 2-й матч |
| ---------------- | ---- | ----------- | -------- | -------- |
| ПСВ              | 4:0  | Мідтьюлланн | 3:0      | 1:0      |
| Спартак (Москва) | 0:4  | Бенфіка     | 0:2      | 0:2      |
| Генк             | 2:4  | Шахтар      | 1:2      | 1:2      |
| Спарта           | 1:5  | Монако      | 0:2      | 1:3      |

### Раунд плей-оф
Жеребкування відбулося 2 серпня 2021 року. Перші матчі відбулися 17-18 серпня 2021 року, матчі-відповіді — 24-25 серпня 2021 року.
| Команда 1 | Заг. | Команда 2   | 1-й матч | 2-й матч |
| --------- | ---- | ----------- | -------- | -------- |
| Ред Булл  | 4:2  | Брондбю     | 2:1      | 2:1      |
| Янг Бойз  | 6:4  | Ференцварош | 3:2      | 3:2      |
| Мальме    | 3:2  | Лудогорець  | 2:0      | 1:2      |
| Шериф     | 3:0  | Динамо      | 3:0      | 0:0      |

| Команда 1 | Заг. | Команда 2 | 1-й матч | 2-й матч |
| --------- | ---- | --------- | -------- | -------- |
| Монако    | 2:3  | Шахтар    | 0:1      | 2:2 (дч) |
| Бенфіка   | 2:1  | ПСВ       | 2:1      | 0:0      |

## Груповий етап
Бенфіка

 Спортінг (Лісабон)

Мадридські команди

 Атлетіко

 Реал Мадрид

Манчестерські команди

 Манчестер Сіті

 Манчестер Юнайтед

Міланські команди

 Інтер

Жеребкування групового етапу відбулося 26 серпня 2021 року о 19:00 EEST у  Стамбулі. За результатами жеребкування 32 команди було поділено на 8 груп (по 4 команди в кожній). Для жеребкування команди було розділено на 4 кошика за наступними принципами:
- Кошик 1, до якого потрапили переможці попереднього сезону Ліги чемпіонів та Ліги Європи, а також чемпіони 6 найкращих асоціацій на основі рейтингу асоціацій УЄФА 2020.[2]
- Кошик 2, 3 та 4, до якого потрапили решта клубів, на основі клубних коефіцієнтів УЄФА 2021.[18]

Команди з однієї асоціації не можуть потрапити в одну групу. Також, через російську агресію, клуби з Росії та України не можуть грати в одній групі.
Матчі групового етапу пройшли 14-15 і 28-29 вересня, 19-20 жовтня, 2-3 і 23-24 листопада та 7-8 грудня 2021 року. Команди, які зайняли перші та другі місця в групах, пройшли до 1/8 фіналу. Команди, які зайняли треті місця, пройшли до стикових матчів Ліги Європи.
Шериф потрапили до групового етапу вперше. Це вперше, коли до групового етапу потрапив клуб з Молдови.

### Група A
| Поз | Команда         | І | В | Н | П | ГЗ | ГП | РГ  | О  | Кваліфікація          |  | МС  | ПСЖ | РБЛ | БРЮ |
| --- | --------------- | - | - | - | - | -- | -- | --- | -- | --------------------- |  | --- | --- | --- | --- |
| 1   | Манчестер Сіті  | 6 | 4 | 0 | 2 | 18 | 10 | +8  | 12 | Вихід в 1/8 фіналу    |  | —   | 2:1 | 6:3 | 4:1 |
| 2   | Парі Сен-Жермен | 6 | 3 | 2 | 1 | 13 | 8  | +5  | 11 | Вихід в 1/8 фіналу    |  | 2:0 | —   | 3:2 | 4:1 |
| 3   | РБ Лейпциг      | 6 | 2 | 1 | 3 | 15 | 14 | +1  | 7  | Перехід в Лігу Європи |  | 2:1 | 2:2 | —   | 1:2 |
| 4   | Брюгге          | 6 | 1 | 1 | 4 | 6  | 20 | −14 | 4  |                       |  | 1:5 | 1:1 | 0:5 | —   |

### Група B
| Поз | Команда   | І | В | Н | П | ГЗ | ГП | РГ  | О  | Кваліфікація          |  | ЛІВ | АТЛ | ПОР | МІЛ |
| --- | --------- | - | - | - | - | -- | -- | --- | -- | --------------------- |  | --- | --- | --- | --- |
| 1   | Ліверпуль | 6 | 6 | 0 | 0 | 17 | 6  | +11 | 18 | Вихід в 1/8 фіналу    |  | —   | 2:0 | 2:0 | 3:2 |
| 2   | Атлетіко  | 6 | 2 | 1 | 3 | 7  | 8  | −1  | 7  | Вихід в 1/8 фіналу    |  | 2:3 | —   | 0:0 | 0:1 |
| 3   | Порту     | 6 | 1 | 2 | 3 | 4  | 11 | −7  | 5  | Перехід в Лігу Європи |  | 1:5 | 1:3 | —   | 1:0 |
| 4   | Мілан     | 6 | 1 | 1 | 4 | 6  | 9  | −3  | 4  |                       |  | 1:2 | 1:2 | 1:1 | —   |

### Група C
| Поз | Команда             | І | В | Н | П | ГЗ | ГП | РГ  | О  | Кваліфікація          |  | АЯК | СПО | БОД | БЕШ |
| --- | ------------------- | - | - | - | - | -- | -- | --- | -- | --------------------- |  | --- | --- | --- | --- |
| 1   | Аякс                | 6 | 6 | 0 | 0 | 20 | 5  | +15 | 18 | Вихід в 1/8 фіналу    |  | —   | 4:2 | 4:0 | 2:0 |
| 2   | Спортінг (Лісабон)  | 6 | 3 | 0 | 3 | 14 | 12 | +2  | 9  | Вихід в 1/8 фіналу    |  | 1:5 | —   | 3:1 | 4:0 |
| 3   | Боруссія (Дортмунд) | 6 | 3 | 0 | 3 | 10 | 11 | −1  | 9  | Перехід в Лігу Європи |  | 1:3 | 1:0 | —   | 5:0 |
| 4   | Бешикташ            | 6 | 0 | 0 | 6 | 3  | 19 | −16 | 0  |                       |  | 1:2 | 1:4 | 1:2 | —   |

1. 1 2  Очки в очних зустрічах: Спортінг 3, Боруссія 3; Різниця м'ячів в очних зустрічах: Спортінг +1, Боруссія -1

### Група D
| Поз | Команда     | І | В | Н | П | ГЗ | ГП | РГ  | О  | Кваліфікація          |  | РМА | ІНТ | ШЕР | ШАХ |
| --- | ----------- | - | - | - | - | -- | -- | --- | -- | --------------------- |  | --- | --- | --- | --- |
| 1   | Реал Мадрид | 6 | 5 | 0 | 1 | 14 | 3  | +11 | 15 | Вихід в 1/8 фіналу    |  | —   | 2:0 | 1:2 | 2:1 |
| 2   | Інтер       | 6 | 3 | 1 | 2 | 8  | 5  | +3  | 10 | Вихід в 1/8 фіналу    |  | 0:1 | —   | 3:1 | 2:0 |
| 3   | Шериф       | 6 | 2 | 1 | 3 | 7  | 11 | −4  | 7  | Перехід в Лігу Європи |  | 0:3 | 1:3 | —   | 2:0 |
| 4   | Шахтар      | 6 | 0 | 2 | 4 | 2  | 12 | −10 | 2  |                       |  | 0:5 | 0:0 | 1:1 | —   |

### Група E
| Поз | Команда   | І | В | Н | П | ГЗ | ГП | РГ  | О  | Кваліфікація          |  | БАВ | БЕН | БАР | ДИН |
| --- | --------- | - | - | - | - | -- | -- | --- | -- | --------------------- |  | --- | --- | --- | --- |
| 1   | Баварія   | 6 | 6 | 0 | 0 | 22 | 3  | +19 | 18 | Вихід в 1/8 фіналу    |  | —   | 5:2 | 3:0 | 5:0 |
| 2   | Бенфіка   | 6 | 2 | 2 | 2 | 7  | 9  | −2  | 8  | Вихід в 1/8 фіналу    |  | 0:4 | —   | 3:0 | 2:0 |
| 3   | Барселона | 6 | 2 | 1 | 3 | 2  | 9  | −7  | 7  | Перехід в Лігу Європи |  | 0:3 | 0:0 | —   | 1:0 |
| 4   | Динамо    | 6 | 0 | 1 | 5 | 1  | 11 | −10 | 1  |                       |  | 1:2 | 0:0 | 0:1 | —   |

### Група F
| Поз | Команда           | І | В | Н | П | ГЗ | ГП | РГ | О  | Кваліфікація          |  | МЮ  | ВЛР | АТА | ЯБ  |
| --- | ----------------- | - | - | - | - | -- | -- | -- | -- | --------------------- |  | --- | --- | --- | --- |
| 1   | Манчестер Юнайтед | 6 | 3 | 2 | 1 | 11 | 8  | +3 | 11 | Вихід в 1/8 фіналу    |  | —   | 2:1 | 3:2 | 1:1 |
| 2   | Вільярреал        | 6 | 3 | 1 | 2 | 12 | 9  | +3 | 10 | Вихід в 1/8 фіналу    |  | 0:2 | —   | 2:2 | 2:0 |
| 3   | Аталанта          | 6 | 1 | 3 | 2 | 12 | 13 | −1 | 6  | Перехід в Лігу Європи |  | 2:2 | 2:3 | —   | 1:0 |
| 4   | Янг Бойз          | 6 | 1 | 2 | 3 | 7  | 12 | −5 | 5  |                       |  | 2:1 | 1:4 | 3:3 | —   |

### Група G
| Поз | Команда    | І | В | Н | П | ГЗ | ГП | РГ | О  | Кваліфікація          |  | ЛІЛ | РБЗ | СЕВ | ВОЛ |
| --- | ---------- | - | - | - | - | -- | -- | -- | -- | --------------------- |  | --- | --- | --- | --- |
| 1   | Лілль      | 6 | 3 | 2 | 1 | 7  | 4  | +3 | 11 | Вихід в 1/8 фіналу    |  | —   | 1:0 | 0:0 | 0:0 |
| 2   | Ред Булл   | 6 | 3 | 1 | 2 | 8  | 6  | +2 | 10 | Вихід в 1/8 фіналу    |  | 2:1 | —   | 1:0 | 3:1 |
| 3   | Севілья    | 6 | 1 | 3 | 2 | 5  | 5  | 0  | 6  | Перехід в Лігу Європи |  | 1:2 | 1:1 | —   | 2:0 |
| 4   | Вольфсбург | 6 | 1 | 2 | 3 | 5  | 10 | −5 | 5  |                       |  | 1:3 | 2:1 | 1:1 | —   |

### Група H
| Поз | Команда | І | В | Н | П | ГЗ | ГП | РГ  | О  | Кваліфікація          |  | ЮВЕ | ЧЕЛ | ЗЕН | МАЛ |
| --- | ------- | - | - | - | - | -- | -- | --- | -- | --------------------- |  | --- | --- | --- | --- |
| 1   | Ювентус | 6 | 5 | 0 | 1 | 10 | 6  | +4  | 15 | Вихід в 1/8 фіналу    |  | —   | 1:0 | 4:2 | 1:0 |
| 2   | Челсі   | 6 | 4 | 1 | 1 | 13 | 4  | +9  | 13 | Вихід в 1/8 фіналу    |  | 4:0 | —   | 1:0 | 4:0 |
| 3   | Зеніт   | 6 | 1 | 2 | 3 | 10 | 10 | 0   | 5  | Перехід в Лігу Європи |  | 0:1 | 3:3 | —   | 4:0 |
| 4   | Мальме  | 6 | 0 | 1 | 5 | 1  | 14 | −13 | 1  |                       |  | 0:3 | 0:1 | 1:1 | —   |

## Плей-оф
Кожна зустріч у плей-оф, окрім фіналу, проходить у двоматчевому форматі (вдома та на виїзді).
Процедура жеребкування для кожного раунду виглядає наступним чином:
- У жеребкуванні 1/8 фіналу 8 переможців груп є сіяними, а 8 команд, що посіли друге місце — несіяними. Сіяні команди грають з несіяними. Сіяна команда грає вдома у матчі-відповіді. Команди, що грали в одній групі, чи з однієї асоціації не можуть грати між собою.
- У жеребкуванні 1/4 фіналу та 1/2 фіналу немає сіяних та несіяних, а також відсутні обмеження, що накладалися в 1/8 фіналу, тобто будь-яка команда може грати з будь-якою іншою. Оскільки жеребкування 1/4 та 1/2 фіналу проводяться разом, не буде відомо, які з команд пройшли до 1/2 фіналу. Також жеребкуванням визначається, переможець якого з півфіналів буде номінальним «господарем» у фіналі (лише адміністративно, оскільки фінал проводиться на нейтральному стадіоні).

### Турнірна сітка
|  | 1/8 фіналу              | 1/8 фіналу       | 1/8 фіналу  | 1/8 фіналу  |                           |           | 1/4 фіналу | 1/4 фіналу | 1/4 фіналу | 1/4 фіналу |  |  | 1/2 фіналу | 1/2 фіналу | 1/2 фіналу | 1/2 фіналу |  |  | Фінал | Фінал | Фінал | Фінал |
|  |                         |                  |             |             |                           |           |            |            |            |            |  |  |            |            |            |            |  |  |       |       |       |       |
|  | 23 лютого та 15 березня |                  |             |             |                           |           |            |            |            |            |  |  |            |            |            |            |  |  |       |       |       |       |
|  |                         |                  |             |             |                           |           |            |            |            |            |  |  |            |            |            |            |  |  |       |       |       |       |
|  | Бенфіка                 | 2                | 1           | 3           |                           |           |            |            |            |            |  |  |            |            |            |            |  |  |       |       |       |       |
|  | Бенфіка                 | 2                | 1           | 3           | 5 та 13 квітня            |           |            |            |            |            |  |  |            |            |            |            |  |  |       |       |       |       |
|  | Аякс                    | 2                | 0           | 2           |                           |           |            |            |            |            |  |  |            |            |            |            |  |  |       |       |       |       |
|  | Аякс                    | 2                | 0           | 2           | Бенфіка                   | 1         | 3          | 4          |            |            |  |  |            |            |            |            |  |  |       |       |       |       |
|  | 16 лютого та 8 березня  |                  |             |             | Бенфіка                   | 1         | 3          | 4          |            |            |  |  |            |            |            |            |  |  |       |       |       |       |
|  |                         | Ліверпуль        | 3           | 3           | 6                         |           |            |            |            |            |  |  |            |            |            |            |  |  |       |       |       |       |
|  | Інтер                   | Ліверпуль        | 3           | 3           | 6                         | 0         | 1          | 1          |            |            |  |  |            |            |            |            |  |  |       |       |       |       |
|  | Інтер                   |                  |             |             | 27 квітня та 3 травня     | 0         | 1          | 1          |            |            |  |  |            |            |            |            |  |  |       |       |       |       |
|  | Ліверпуль               | 2                | 0           | 2           |                           |           |            |            |            |            |  |  |            |            |            |            |  |  |       |       |       |       |
|  | Ліверпуль               | 2                | 0           | 2           | Ліверпуль                 | 2         | 3          | 5          |            |            |  |  |            |            |            |            |  |  |       |       |       |       |
|  | 22 лютого та 16 березня |                  |             |             | Ліверпуль                 | 2         | 3          | 5          |            |            |  |  |            |            |            |            |  |  |       |       |       |       |
|  |                         | Вільярреал       | 0           | 2           | 2                         |           |            |            |            |            |  |  |            |            |            |            |  |  |       |       |       |       |
|  | Вільярреал              | Вільярреал       | 0           | 2           | 2                         | 1         | 3          | 4          |            |            |  |  |            |            |            |            |  |  |       |       |       |       |
|  | Вільярреал              | 6 та 12 квітня   |             |             |                           | 1         | 3          | 4          |            |            |  |  |            |            |            |            |  |  |       |       |       |       |
|  | Ювентус                 | 1                | 0           | 1           |                           |           |            |            |            |            |  |  |            |            |            |            |  |  |       |       |       |       |
|  | Ювентус                 | 1                | 0           | 1           | Вільярреал                | 1         | 1          | 2          |            |            |  |  |            |            |            |            |  |  |       |       |       |       |
|  | 16 лютого та 8 березня  |                  |             |             | Вільярреал                | 1         | 1          | 2          |            |            |  |  |            |            |            |            |  |  |       |       |       |       |
|  |                         | Баварія          | 0           | 1           | 1                         |           |            |            |            |            |  |  |            |            |            |            |  |  |       |       |       |       |
|  | Ред Булл                | Баварія          | 0           | 1           | 1                         | 1         | 1          | 2          |            |            |  |  |            |            |            |            |  |  |       |       |       |       |
|  | Ред Булл                |                  |             |             | 28 травня – Стад-де-Франс | 1         | 1          | 2          |            |            |  |  |            |            |            |            |  |  |       |       |       |       |
|  | Баварія                 | 1                | 7           | 8           |                           |           |            |            |            |            |  |  |            |            |            |            |  |  |       |       |       |       |
|  | Баварія                 | 1                | 7           | 8           | Ліверпуль                 | Ліверпуль | Ліверпуль  | 0          |            |            |  |  |            |            |            |            |  |  |       |       |       |       |
|  | 15 лютого та 9 березня  |                  |             |             | Ліверпуль                 | Ліверпуль | Ліверпуль  | 0          |            |            |  |  |            |            |            |            |  |  |       |       |       |       |
|  |                         | Реал Мадрид      | Реал Мадрид | Реал Мадрид | 1                         |           |            |            |            |            |  |  |            |            |            |            |  |  |       |       |       |       |
|  | Спортінг (Лісабон)      | Реал Мадрид      | Реал Мадрид | Реал Мадрид | 1                         | 0         | 0          | 0          |            |            |  |  |            |            |            |            |  |  |       |       |       |       |
|  | Спортінг (Лісабон)      | 5 та 13 квітня   |             |             |                           | 0         | 0          | 0          |            |            |  |  |            |            |            |            |  |  |       |       |       |       |
|  | Манчестер Сіті          | 5                | 0           | 5           |                           |           |            |            |            |            |  |  |            |            |            |            |  |  |       |       |       |       |
|  | Манчестер Сіті          | 5                | 0           | 5           | Манчестер Сіті            | 1         | 0          | 1          |            |            |  |  |            |            |            |            |  |  |       |       |       |       |
|  | 23 лютого та 15 березня |                  |             |             | Манчестер Сіті            | 1         | 0          | 1          |            |            |  |  |            |            |            |            |  |  |       |       |       |       |
|  |                         | Атлетіко         | 0           | 0           | 0                         |           |            |            |            |            |  |  |            |            |            |            |  |  |       |       |       |       |
|  | Атлетіко                | Атлетіко         | 0           | 0           | 0                         | 1         | 1          | 2          |            |            |  |  |            |            |            |            |  |  |       |       |       |       |
|  | Атлетіко                |                  |             |             | 26 квітня та 4 травня     | 1         | 1          | 2          |            |            |  |  |            |            |            |            |  |  |       |       |       |       |
|  | Манчестер Юнайтед       | 1                | 0           | 1           |                           |           |            |            |            |            |  |  |            |            |            |            |  |  |       |       |       |       |
|  | Манчестер Юнайтед       | 1                | 0           | 1           | Манчестер Сіті            | 4         | 1          | 5          |            |            |  |  |            |            |            |            |  |  |       |       |       |       |
|  | 22 лютого та 16 березня |                  |             |             | Манчестер Сіті            | 4         | 1          | 5          |            |            |  |  |            |            |            |            |  |  |       |       |       |       |
|  |                         | Реал Мадрид (дч) | 3           | 3           | 6                         |           |            |            |            |            |  |  |            |            |            |            |  |  |       |       |       |       |
|  | Челсі                   | Реал Мадрид (дч) | 3           | 3           | 6                         | 2         | 2          | 4          |            |            |  |  |            |            |            |            |  |  |       |       |       |       |
|  | Челсі                   | 6 та 12 квітня   |             |             |                           | 2         | 2          | 4          |            |            |  |  |            |            |            |            |  |  |       |       |       |       |
|  | Лілль                   | 0                | 1           | 1           |                           |           |            |            |            |            |  |  |            |            |            |            |  |  |       |       |       |       |
|  | Лілль                   | 0                | 1           | 1           | Челсі                     | 1         | 3          | 4          |            |            |  |  |            |            |            |            |  |  |       |       |       |       |
|  | 15 лютого та 9 березня  |                  |             |             | Челсі                     | 1         | 3          | 4          |            |            |  |  |            |            |            |            |  |  |       |       |       |       |
|  |                         | Реал Мадрид (дч) | 3           | 2           | 5                         |           |            |            |            |            |  |  |            |            |            |            |  |  |       |       |       |       |
|  | Парі Сен-Жермен         | Реал Мадрид (дч) | 3           | 2           | 5                         | 1         | 1          | 2          |            |            |  |  |            |            |            |            |  |  |       |       |       |       |
|  | Парі Сен-Жермен         |                  |             |             |                           | 1         | 1          | 2          |            |            |  |  |            |            |            |            |  |  |       |       |       |       |
|  | Реал Мадрид             | 0                | 3           | 3           |                           |           |            |            |            |            |  |  |            |            |            |            |  |  |       |       |       |       |
|  | Реал Мадрид             | 0                | 3           | 3           |                           |           |            |            |            |            |  |  |            |            |            |            |  |  |       |       |       |       |

### 1/8 фіналу
Жеребкування відбулося 13 грудня 2021 року. Під час жеребкування виникло чимало неполадок: окрім затримки з відображенням результатів, «Манчестер Юнайтед» потрапив до списку можливих суперників «Вільярреала» (хоча вони були в одній групі), який і витягнули, після чого їм обрали іншого суперника («Манчестер Сіті»); «Ліверпуль» потрапив до списку можливих суперників «Атлетіко» (хоча вони були в одній групі), а «Манчестер Юнайтед» помилково не потрапив. Пізніше жеребкування було визнано недійсним та того ж дня було проведено нове жеребкування.
Перші матчі відбулися 15-16 та 22-23 лютого 2022 року, а матчі-відповіді — 8-9 та 15-16 березня.
| Команда 1          | Заг. | Команда 2         | 1-й матч | 2-й матч |
| ------------------ | ---- | ----------------- | -------- | -------- |
| Ред Булл           | 2:8  | Баварія           | 1:1      | 1:7      |
| Спортінг (Лісабон) | 0:5  | Манчестер Сіті    | 0:5      | 0:0      |
| Бенфіка            | 3:2  | Аякс              | 2:2      | 1:0      |
| Челсі              | 4:1  | Лілль             | 2:0      | 2:1      |
| Атлетіко           | 2:1  | Манчестер Юнайтед | 1:1      | 1:0      |
| Вільярреал         | 4:1  | Ювентус           | 1:1      | 3:0      |
| Інтер              | 1:2  | Ліверпуль         | 0:2      | 1:0      |
| Парі Сен-Жермен    | 2:3  | Реал Мадрид       | 1:0      | 1:3      |

### 1/4 фіналу
Жеребкування відбудеться  18 березня 2022 року
Перші матчі відбулися 5-6 квітня 2022 року, матчі-відповіді — 12-13 квітня.
| Команда 1      | Заг. | Команда 2   | 1-й матч | 2-й матч |
| -------------- | ---- | ----------- | -------- | -------- |
| Челсі          | 4:5  | Реал Мадрид | 1:3      | 3:2 (дч) |
| Манчестер Сіті | 1:0  | Атлетіко    | 1:0      | 0:0      |
| Вільярреал     | 2:1  | Баварія     | 1:0      | 1:1      |
| Бенфіка        | 4:6  | Ліверпуль   | 1:3      | 3:3      |

### 1/2 фіналу
Жеребкування відбулося 18 березня 2022 року
Перші матчі відбулися 26-27 квітня 2022 року, матчі-відповіді — 3-4 травня.
| Команда 1      | Заг. | Команда 2   | 1-й матч | 2-й матч |
| -------------- | ---- | ----------- | -------- | -------- |
| Манчестер Сіті | 5:6  | Реал Мадрид | 4:3      | 1:3 (дч) |
| Ліверпуль      | 5:2  | Вільярреал  | 2:0      | 3:2      |

### Фінал
Фінал відбудеться  28 травня 2022 року на «Стад-де-Франс» у передмісті Парижа Сен-Дені. Жеребкування пройшло 18 березня 2021 (після жеребкування 1/4 та 1/2 фіналу) для визначення адміністративного «господаря» матчу.
| 28 травня 2022 22:00 (21:00 CEST) |

| Ліверпуль | 0:1      | Реал Мадрид           |
| --------- | -------- | --------------------- |
|           | Протокол | - Вінісіус Жуніор 59' |

| Стад-де-Франс, Сен-Дені Глядачів: 75,000 Арбітр: Клеман Тюрпен (Франція) |

## Статистика
Статистика не включає матчі кваліфікаційних раундів.

### Найкращі бомбардири
| Місце | Футболіст            | Клуб              | Голи | ХВ   |
| ----- | -------------------- | ----------------- | ---- | ---- |
| 1     | Карім Бензема        | Реал Мадрид       | 15   | 1106 |
| 2     | Роберт Левандовський | Баварія           | 13   | 876  |
| 3     | Себастьєн Алле       | Аякс              | 11   | 668  |
| 4     | Мохаммед Салах       | Ліверпуль         | 8    | 1008 |
| 5     | Крістофер Нкунку     | РБ Лейпциг        | 7    | 531  |
| 5     | Ріяд Махрез          | Манчестер Сіті    | 7    | 986  |
| 7     | Кріштіану Роналду    | Манчестер Юнайтед | 6    | 611  |
| 7     | Дарвін Нуньєс        | Бенфіка           | 6    | 613  |
| 7     | Кіліан Мбаппе        | Парі Сен-Жермен   | 6    | 673  |
| 7     | Лерой Сане           | Баварія           | 6    | 798  |
| 7     | Арно Груневелд       | Вільярреал        | 6    | 906  |

Джерело: УЄФА [Архівовано 24 жовтня 2021 у Wayback Machine.]; Оновлено після матчів, зіграних 29 травня 2022

### Найкращі асистенти
| Місце | Футболіст                | Клуб              | Передачі | ХВ   |
| ----- | ------------------------ | ----------------- | -------- | ---- |
| 1     | Бруну Фернандеш          | Манчестер Юнайтед | 7        | 520  |
| 2     | Лерой Сане               | Баварія           | 6        | 798  |
| 2     | Вінісіус Жуніор          | Реал Мадрид       | 6        | 1199 |
| 4     | Антоні                   | Аякс              | 5        | 577  |
| 5     | Жуан Маріу               | Бенфіка           | 4        | 493  |
| 5     | Жерар Морено             | Вільярреал        | 4        | 524  |
| 5     | Кіліан Мбаппе            | Парі Сен-Жермен   | 4        | 673  |
| 5     | Кевін Де Брейне          | Манчестер Сіті    | 4        | 734  |
| 5     | Трент Александер-Арнольд | Ліверпуль         | 4        | 794  |
| 5     | Етьєн Капу               | Вільярреал        | 4        | 1046 |
| 5     | Лука Модрич              | Реал Мадрид       | 4        | 1077 |

Джерело: УЄФА [Архівовано 20 жовтня 2021 у Wayback Machine.]; Оновлено після матчів, зіграних 29 травня 2022